# Агатоник Николаидис
Агатоник (на гръцки: Αγαθόνικος, Агатоникос) е гръцки духовник, арушки и централнотанзанийски епископ на Александрийската патриаршия от 2016 година.

## Биография
Роден е със светската фамилия Николаидис (Νικολαΐδης) в 1964 година в южномакедонския град Енидже Вардар (Яница), Гърция. Завършва Леринската педагогическа академия и по-късно Богословския факултет на Солунския университет. В 1986 година се замонашва в манастира „Свети Дионисий“ в Олимп. В 2012 година е ръкоположен за дякон, а в 2003 година за свещеник. Служи като проповедник в Леринската и в Китроската епархия.
От 2004 до 2011 година е част от различни мисии в Африка с благословията на папа Теодор II Александрийски като секретар на Танзанийската митрополия.
През декември 2013 година е поканен от патриарх Теодор II в Александрия да служи като декан в Патриаршеската академия „Свети Атанасий“ и личен секретар на патриарха. На 17 декември 2016 година по предложение на партиарха е избран единодушно за епископ на новооснованата епархия на Аруша и Централна Танзания. Ръкополагането е извършено от патриарх Теодор Александрийски в съслужение с митрополитите Апостол Милетски, Георгий Китроски, Юстин Неакринийски, Димитрий Иринуполски, Нифонт Пилусийски, Наркис Акренски и Мелетий Картагенски. Епископ Агатоник говори суахили.